# Kopiec Kościuszki w Chebdziu
Kopiec Kościuszki w Chebdziu – kopiec usypany został na wzgórzu, z którego Tadeusz Kościuszko miał dowodzić w bitwie pod Szczekocinami 6 czerwca 1794r. Jest jednym z trzech kopców usypanych w różnych rejonach bitwy; pozostałe kopce to kopiec Kosynierów (Grochowskiego) i kopiec Prusaków.